# 흑위대
흑위대(러시아어: Чёрная гвардия 쵸르나야 그바르디야[*])는 러시아 혁명 당시 활동한 노동자들의 무장 단체이다. 주로 무정부주의자들로 구성되어 있었으며, 볼셰비키에게 지속적으로 탄압당한 결과 1919년 초 와해되었다.